# Mañeru
Mañeru là một đô thị trong tỉnh và cộng đồng tự trị Navarre, Tây Ban Nha. Đô thị này có diện tích là 12,89 ki-lô-mét vuông, dân số năm 2007 là 389 người với mật độ người/km². Đô thị này có cự ly 28 km so với tỉnh lỵ Pamplona và 4 km về phía đông của Puente la Reina.